# Dimaetha tibialis
Dimaetha tibialis là một loài tò vò trong họ Ichneumonidae.